# Mikroregion Babí lom
Mikroregion Babí lom je dobrovolný svazek obcí v okresu Hodonín, jeho sídlem je Kyjov a jeho cílem je socio-ekonomický rozvoj obcí a podpora dalších subjektů. Sdružuje celkem 9 obcí a byl založen v roce 2002.

## Obce sdružené v mikroregionu
- Bukovany
- Kyjov
- Nenkovice
- Ostrovánky
- Sobůlky
- Stavěšice
- Strážovice
- Věteřov
- Dražůvky